# 荷浦乡
荷浦乡，是中华人民共和国江西省吉安市新干县下辖的一个乡镇级行政单位。

## 行政区划
荷浦乡下辖以下地区：
荷浦社区、荷浦村、莒洲村、南头村、巷口村、沂上村、塘下村、堎头村、塘边村、张坊村、玉堆村、古巷村和侯府村。